# Isonychus striatipennis
Isonychus striatipennis är en skalbaggsart som beskrevs av Moser 1918. Isonychus striatipennis ingår i släktet Isonychus och familjen Melolonthidae. Inga underarter finns listade i Catalogue of Life.